# النافذة البصرية

مخطط تقريبي لنفاذية الغلاف الجوي للأرض لأطوال موجية مختلفة من الإشعاع الكهرومغناطيسي، ويشمل ذلك الإشعاع الضوء المرئي.

النافذة البصرية هي مدى من الأطوال الموجية لا يحجبها الغلاف الجوي للكرة الأرضية. تتراوح النافذة من 300 نانومتر تقريبا (الاشعة فوق البنفسجية) إلى مدى الرؤية التي تستطيع عين الإنسان أن تكشفه، أي ما بين 400 – 700 نانومتر والتي تصل إلى 2 ميكرومتر تقريبا. غالبا ما يصل ضوء الشمس إلى الأرض من خلال نافذة الغلاف الجوي البصري؛ وتقع 44% من الطاقة الاشعاعية التي تبعثها الشمس ضمن الطيف المرئي و 49% من الطاقة الاشعاعية تقع ضمن طيف الاشعة تحت الحمراء.

## مفهوم النافذة البصرية
لا يعد الغلاف الجوي للكرة الأرضية شفافًا كليًّا وحقيقةً يعد معتم بنسبة 100% للعديد من الأطوال الموجية (انظر لمخطط عتامة الأرض)، نطاقات الطول الموجي الشفافة تسمى النافذة البصرية.

### توضيح لمصطلح «الطيف البصري»
بالرغم من أن كلمة بصري - المشتقة من اللغة اليونانية القديمة – بشكل عام تشير لشيء مرئي، يستخدم مصطلح الطيف البصري لوصف مجموع المرئي وأطياف الأشعة فوق البنفسجية وتحت الحمراء (على الأقل في هذا السياق).

### نافذة الغلاف الجوي البصري
نافذة الغلاف الجوي البصري هي الجزء البصري من الطيف الكهرومغناطيسي الذي يعبر خلال الغلاف الجوي للكرة الأرضية باستثناء نافذة الأشعة تحت الحمراء، على الرغم من أن - كما ذكرنا في الأعلى –يشمل الطيف البصري أيضا الأشعة تحت الحمراء وهكذا يجب على الطيف البصري أن يتضمن نافذة الأشعة تحت الحمراء (8 – 14 ميكرومتر)، تعتبر الأخيرة منفصلة حسب الاصطلاح، لأن الطيف المرئي غير موجود فيه

### الأهمية التاريخية لعلم الفلك الرصدي
حتى الحرب العالمية الثانية، كان بإمكان الفلكيين فقط استخدام الأجزاء المرئية والأجزاء القريبة من الأشعة تحت الحمراء من النافذة البصرية لرصدها. تم إجراء أول الاكتشافات الفلكية الباهرة مثل الاكتشافات التي قام بها العالم الإيطالي غاليليو جاليلي باستخدام التلسكوبات البصرية التي تلقت الضوء الذي يصل الأرض خلال النافذة البصرية. بعد أربعينيات القرن السابق، تطور التليسكوبات الراديوية أدى إلى ظهور مجال أكثر نجاحا في علم الفلك الراديوي الذي استخدم نافذة الراديو.